# Biwa järve 8 nägu
Biwa järve 8 nägu é um filme de drama romântico de 2024 escrito e dirigido por Marko Raat. Uma coprodução entre a Estônia e a Finlândia, o filme é estrelado por Elina Masing. É vagamente baseado no romance de mesmo nome de Max Dauthendy. Foi selecionado como a entrada estoniana para o Melhor Longa-Metragem Internacional no 97º Oscar, mas não foi indicado.

## Sinopse
Nas praias cintilantes do outro mundo da Europa, duas jovens, Hanake e sua melhor amiga, falam sobre seu primeiro interesse amoroso enquanto observam os iates navegando em direção a Kyoto. No entanto, a magia está desaparecendo em sua vila de pescadores isolada enquanto elas lidam com um desastre recente. É claro que a intimidade por si só não as ajudará a processar sua perda.

## Elenco
Os atores que participam deste filme são:
- Elina Masing como Hanake
- Simeoni Sundja como Kiri
- Kärt Kokkota como Merikarp
- Tommi Korpela como Platon
- Maarja Jakobson como Jänesesilm
- Hendrik Toompere Jr. como Roman
- Tiina Tauraite como Õnne
- Jan Uuspõld como Sora
- Jarmo Reha como Okuro
- Jüri Vlassov como Siimeon
- Peeter Tammearu como Timofei
- Meelis Rämmeld como Andrei
- Liina Tennosaar como Nina
- Erki Laur como Ain

## Produção
As filmagens começaram em 28 de julho de 2022 e terminaram em 10 de setembro de 2022, no Lago Peipus, Estônia.

## Lançamento
Teve sua estreia mundial em 31 de janeiro de 2024, no 53º Festival Internacional de Cinema de Roterdã, depois foi exibido em 21 de junho de 2024, no 23º Festival Internacional de Cinema da Transilvânia, em 24 de julho de 2024, no 31º Festival Europeu de Cinema de Palić, e em 22 de setembro de 2024, no Festival Internacional de Cinema de Helsinque.
Foi lançado comercialmente em 8 de março de 2024, nos cinemas da Estônia.